# Russell F. Schoengarth

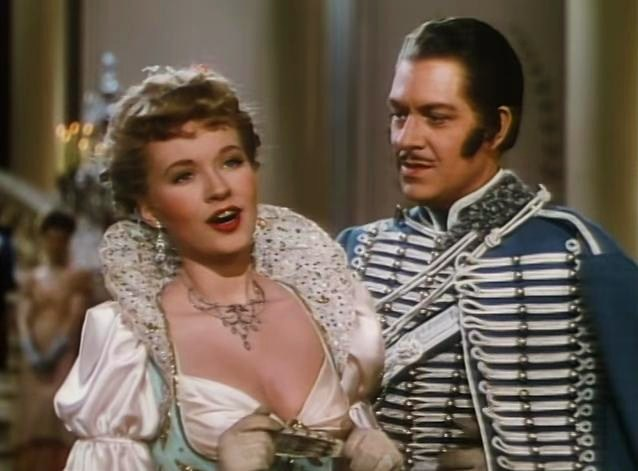
Le Fantôme de l'Opéra (1943), avec Susanna Foster et Nelson Eddy

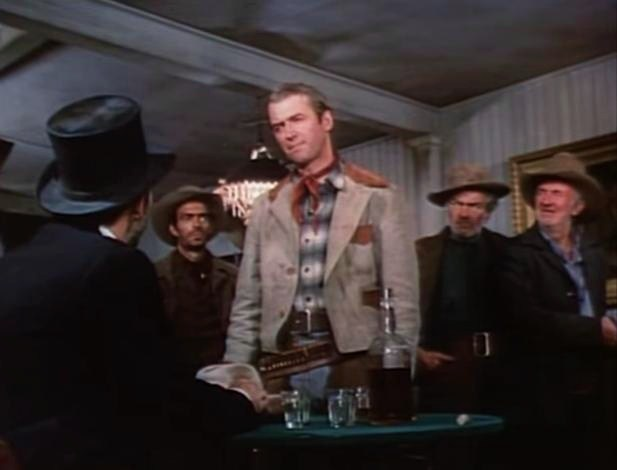
Je suis un aventurier (1954, avec John McIntire de dos, Jack Elam, James Stewart, Jay C. Flippen et Walter Brennan (de g. à d.)

Russell F. Schoengarth — parfois crédité Russell Schoengarth — est un monteur américain (membre de l'ACE), né le 28 mai 1904 à Wakefield (Michigan), mort le 30 mars 1974 à Palm Desert (Californie).

## Biographie
Pour le cinéma, entre 1930 et 1968, Russell F. Schoengarth contribue à près de cent quarante films américains (dont des westerns), au sein d'Universal Pictures principalement.
Mentionnons Mon homme Godfrey de Gregory La Cava (1936, avec William Powell et Carole Lombard), Le Fantôme de l'Opéra d'Arthur Lubin (1943, avec Nelson Eddy et Claude Rains), Je suis un aventurier d'Anthony Mann (1954, avec James Stewart et Walter Brennan), Écrit sur du vent de Douglas Sirk (1956, avec Rock Hudson et Lauren Bacall) et Rancho Bravo d'Andrew V. McLaglen (1966, avec James Stewart et Maureen O'Hara).
Pour la télévision, il est monteur sur un téléfilm (1969) et cinq séries (1958-1971), dont Peter Gunn (dix-neuf épisodes, 1958-1959) et Bonne chance M. Lucky (intégrale en trente-quatre épisodes, 1959-1960).

## Filmographie partielle

### Cinéma
- 1932 : Histoire d'un amour (Back Street) de John M. Stahl
- 1935 : Le Monstre de Londres (Werewolf of London) de Stuart Walker
- 1936 : Mon homme Godfrey (My Man Godfrey) de Gregory La Cava
- 1938 : Trois du cirque (Under the Big Top) de Karl Brown
- 1938 : Mr. Wong, Detective de William Nigh
- 1939 : Mr. Wong in Chinatown de William Nigh
- 1940 : The Fatal Hour de William Nigh
- 1940 : Le Singe tueur (The Ape) de William Nigh
- 1942 : Clair de lune à La Havane (Moonlight in Havana) d'Anthony Mann
- 1942 : La Voix de la terreur (Sherlock Holmes and the Voice of Terror) de John Rawlins
- 1942 : Mademoiselle Palmer et son psychiatre (Lady in a Jam) de Gregory La Cava
- 1942 : The Great Impersonation de John Rawlins
- 1943 : Le Fantôme de l'Opéra (Phantom of the Opera) d'Arthur Lubin
- 1944 : La Passion du docteur Hohner (The Climax) de George Waggner
- 1945 : La Maison de Dracula (House of Dracula) d'Erle C. Kenton
- 1945 : Les Amours de Salomé (Salome Where She Danced) de Charles Lamont
- 1945 : Penthouse Rhythm d'Edward F. Cline
- 1947 : L'Œuf et moi (The Egg and I) de Chester Erskine
- 1948 : Bandits de grands chemins (Black Bart) de George Sherman
- 1948 : Faisons les fous (Are You With It?) de Jack Hively
- 1949 : Bagdad de Charles Lamont
- 1951 : Les Parents apprivoisés (Week-End with Father) de Douglas Sirk
- 1951 : La Nouvelle Aurore (Bright Victory) de Mark Robson
- 1951 : Double Crossbones de Charles Barton
- 1951 : Iron Man de Joseph Pevney
- 1952 : Le Mystère du château noir (The Black Castle) de Nathan Juran
- 1952 : Les Affameurs (Bend of the River) d'Anthony Mann
- 1952 : Duel sans merci (The Duel at Silver Creek) de Don Siegel
- 1952 : Qui donc a vu ma belle ? (Has Anybody Seen My Gal?) de Douglas Sirk
- 1953 : Deux Nigauds contre le Dr Jekyll et Mr Hyde (Abbot and Costello Meet Dr Jekyll and Mr. Hyde) de Charles Lamont
- 1953 : Le Port des passions (Thunder Bay) d'Anthony Mann
- 1953 : Deux Nigauds chez Vénus (Abbott and Costello Go to Mars) de Charles Lamont
- 1953 : Révolte au Mexique (Wings of the Hawk) de Budd Boetticher
- 1954 : Je suis un aventurier (The Far Country) d'Anthony Mann
- 1954 : Francis Joins the WACS d'Arthur Lubin
- 1954 : Romance inachevée (The Glenn Miller Story) d'Anthony Mann
- 1955 : La police était au rendez-vous (Six Bridges to Cross) de Joseph Pevney
- 1955 : Les Années sauvages (The Rawhide Years) de Rudolph Maté
- 1955 : Deux Nigauds et la momie (Abbott and Costello Meet the Mummy) de Charles Lamont
- 1955 : La Maison sur la plage (Female on the Beach) de Joseph Pevney
- 1956 : Benny Goodman (The Benny Goodman Story) de Valentine Davies
- 1956 : Écrit sur du vent (Written on the Wind) de Douglas Sirk
- 1957 : Les Ailes de l'espérance (Battle Hymn) de Douglas Sirk
- 1957 : Meurtres sur la dixième avenue (Slaughter on Tenth Avenue) d'Arnold Laven
- 1957 : Les Amants de Salzbourg (Interlude) de Douglas Sirk
- 1958 : Orage au paradis (Raw Wind in Eden) de Richard Wilson
- 1958 : La Ronde de l'aube (The Tarnished Angels) de Douglas Sirk
- 1960 : Piège à minuit (Midnight Lace) de David Miller
- 1961 : Le Rendez-vous de septembre (Come September) de Robert Mulligan
- 1962 : L'Homme de Bornéo (The Spiral Road) de Robert Mulligan
- 1963 : Le Téléphone rouge (A Gathering of Eagles) de Delbert Mann
- 1964 : La Patrouille de la violence (Bullet for a Badman) de R. G. Springsteen
- 1965 : Le Coup de l'oreiller (A Very Special Favor) de Michael Gordon
- 1966 : Rancho Bravo (The Rare Breed) d'Andrew V. McLaglen
- 1967 : Le Pirate du roi (The King's Pirate) de Don Weis
- 1968 : En pays ennemi (In Enemy Country) de Harry Keller

### Télévision
(séries, sauf mention contraire)
- 1958-1959 : Peter Gunn, saison 1, 19 épisodes
- 1959 : Rawhide, saison 1, épisode 8 À l'Ouest de Lano (Incident West of Lano) de Charles Marquis Warren
- 1959-1960 : Bonne chance M. Lucky (Mr. Lucky), saison unique, 34 épisodes (intégrale)
- 1969 : Daniel Boone, saison 6, épisode 4 The Man de Nathan Juran
- 1969 : Le Rebelle (The Desperate Mission), téléfilm d'Earl Bellamy